# NGC 3144
NGC 3144 (ook wel NGC 3174) is een balkspiraalstelsel in het sterrenbeeld Draak. Het hemelobject werd op 2 april 1801 ontdekt door de Duits-Britse astronoom William Herschel.

## Synoniemen
- NGC 3174
- UGC 5519
- MCG 12-10-23
- ZWG 333.20
- ZWG 351.11
- PGC 29949